# Sierra Leone Police

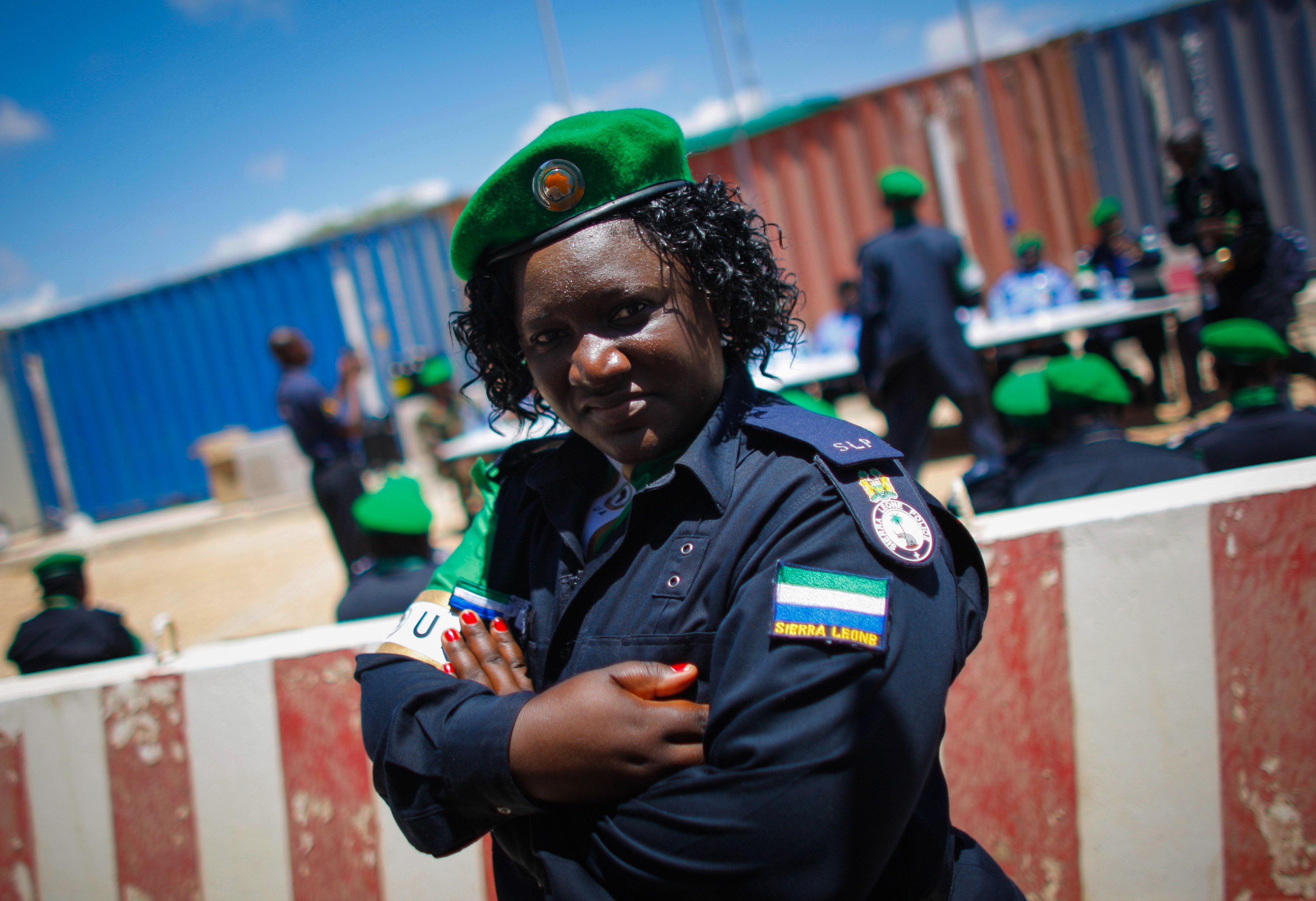
Sierra-leonische Polizisten als Teil des AMISOM-Einsatzes in Mogadischu, Somalia

Die Sierra Leone Police (SLP) ist die Polizei von Sierra Leone und somit eine Exekutive Gewalt und für die Öffentliche Sicherheit und Ordnung in Sierra Leone zuständig. Sie untersteht dem Innenministerium. Sie hat ihren Hauptsitz in Freetown.
Der Polizei steht ein Generalinspekteur (IGP), seit März 2020 Ambrose Michael Sovula, vor. der IGP wird vom Staatspräsidenten ernannt.
Die Polizei Sierra Leones geht auf den Oktober 1894 zurück, als das Land britische Kolonie war. Nach Unabhängigkeit 1961 wurde 1964 das erste Polizeigesetz (Police Act, 1964) erlassen, das die Aufgaben, Rechte und Pflichten der Polizei regelt.
Die Polizei gliedert sich in neun Abteilungen und sechs regionale Bezirke (Freetown-West, Freetown-Ost, Nordwest, Nordost, Süd und Ost).